# Plynárenská lávka
Plynárenská lávka v Karlových Varech, někdy též nazývána Tuhnická, je lávka pro pěší přes řeku Ohři. Spojuje dvě městské části – Tuhnice a Rybáře.

## Historie
Původní lávka byla postavena (v sousedství plynárny) ve třicátých letech 19. století stavební firmou Wayss & Freytag.
Lávka z roku 1982 byla v roce 2002 zrekonstruována. Po pěti měsících trvání rekonstrukce byla dne 14. října 2002 za účasti tehdejšího primátora města Zdeňka Roubínka znovu otevřena. Celková částka na opravu činila 7 523 000 Kč.

## Popis
Lávka má délku 80 metrů a šířku tři metry. Spojuje městské části Tuhnice (v oblasti Západní ulice) a Rybáře (v oblasti ulice Dolní Kamenná).
Má čtyři pole o rozpětí 19,50 + 19 + 34 + 19,4 metrů. Nosnou konstrukci tvoří dva železobetonové parapetní trámy. V rámci rekonstrukce byla na lávce sanována nosná konstrukce i spodní stavba.